# Рагозы (Кировская область)
Рагозы — опустевшая деревня в составе Немского района Кировской области. 

## География
Находится на расстоянии примерно 20 километров по прямой на северо-восток от районного центра поселка Нема.

## История
Деревня известна с 1764 года, когда ней (тогдашнем починке Рагозин) учтен был 41 житель. В 1873 году учтено дворов 20 и жителей 236, в 1905 38 и 206, в 1926 39 и 223, в 1950 64 и 197 соответственно, в 1989 84 жителя . До 2021 года входила в Немское сельское поселение Немского района, ныне непосредственно в составе Немского района.

## Население
Постоянное население  составляло 58 человек (русские 96%) в 2002 году, 0 в 2010.